# Bizas

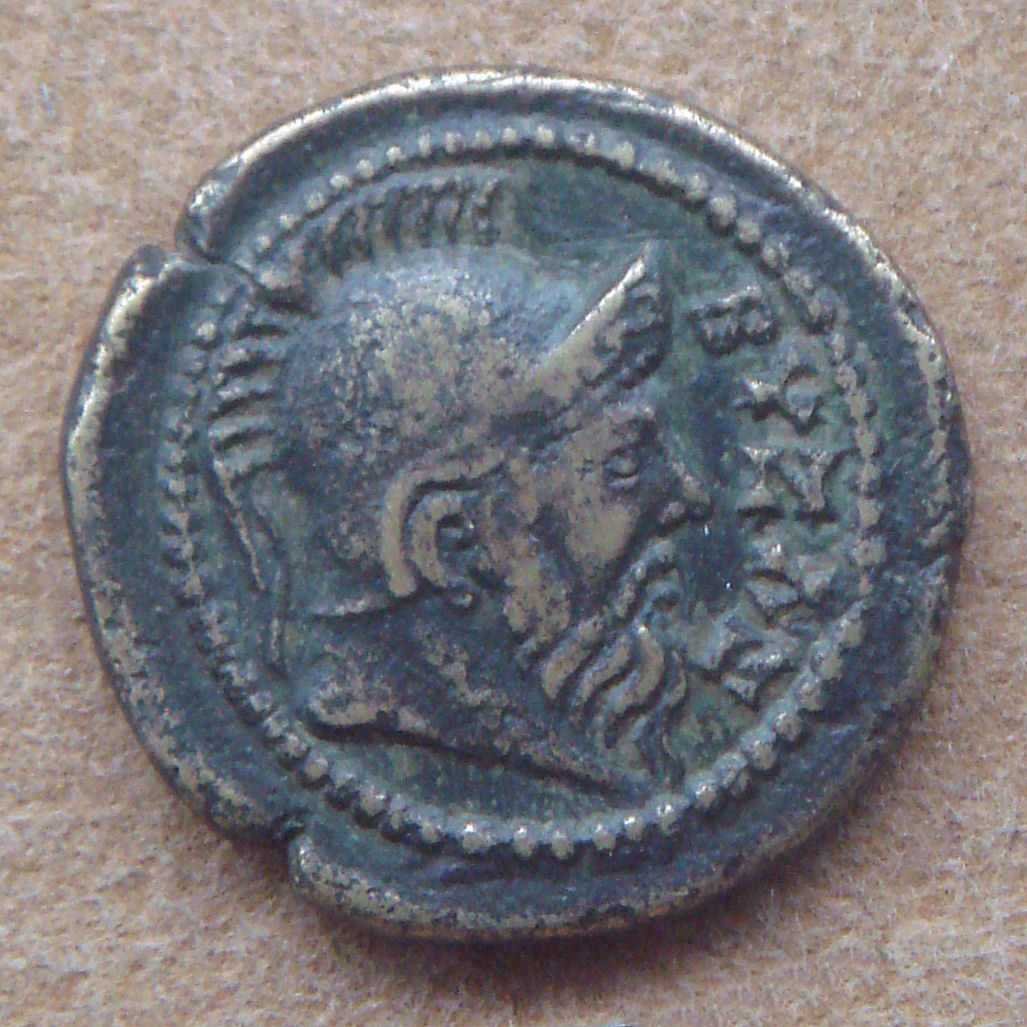
Moneda con una representación idealizada de Bizas, acuñada en Tracia (Bizancio), sobre la época de Marco Aurelio (161-180 d. C.)

Bizas o Bizante fue el fundador epónimo de la ciudad de Bizancio (Βυζάντιον), que posteriormente sería llamada Constantinopla y luego Estambul. Se distinguen diferentes tradiciones acerca de este personaje.

## Jefe de la expedición colonizadora
Bizas (en griego, Βύζης) fue un colono griego de la ciudad doria de Megara, hijo del rey Niso, quien consultó el oráculo de Apolo en Delfos. El oráculo ordenó a Bizas que se asentara en frente de la «Tierra de los Ciegos». Así, liderando un grupo de colonos de Mégara, Bizas encontró un lugar enfrente de Calcedonia, donde el Bósforo y el Cuerno de Oro se encuentran y fluyen hacia el Mar de Mármara. Él pensó que los calcedonios debían estar ciegos al no darse cuenta de las ventajas que tenía la tierra del lado europeo del Bósforo sobre el lado asiático. Fue así como a mediados del siglo VII a. C. fundó Bizancio, en la orilla europea del Bósforo, completando así la misión encargada por el oráculo.

## El hijo de Poseidón
Según la mitología griega, Bizas o Bizante (en griego, Βύζας) era hijo de Poseidón y la ninfa Ceróesa.
Bizas se convertiría en el fundador de Bizancio y llamó al Cuerno de Oro (Χρυσοκερας, Khrysokeras) con dicho nombre por su madre. Algunas fuentes afirman que Bizas fue educado y cuidado por la ninfa Bizia y se casó con Fidalía, hija del río Barbisas.
Cuando el tracio Hemo atacó Bizancio, Bizante lo combatió y lo persiguió hasta Tracia. En su ausencia, Odrises, rey de Escitia, aprovechó para asediar Bizancio y en esta ocasión la ciudad fue salvada por Fidalía que, con ayuda de otras mujeres, arrojó serpientes en el campo.